# Hilton (New York)
Pour les articles homonymes, voir Hilton.
Hilton est un village du comté de Monroe, dans l'État de New York, aux États-Unis,. En 2010, il comptait une population de 5 886 habitants.

## Démographie
Lors du recensement de 2010, le village comptait une population de 5 886 habitants. Elle est estimée, en 2019, à 5 777 habitants.